# História do Levante
O Levante é uma área no sudoeste da Ásia, ao sul dos Montes Tauro, delimitada pelo Mar Mediterrâneo a oeste, pelo deserto da Arábia ao sul e pela Mesopotâmia a leste. Ele se estende por aproximadamente 640 km de norte a sul, dos montes Tauro até o deserto do Sinai e Hejaz, e de leste a oeste entre o Mar Mediterrâneo e o rio Cabur. O termo é frequentemente usado para se referir às seguintes regiões ou estados modernos: a província de Hatay da Turquia, a Síria, o Líbano, Israel, a Palestina e a Jordânia. Às vezes, o termo inclui a Cilícia, o Chipre e a Península do Sinai.
A região do Levante é considerada um dos primeiros centros de sedentarização e agricultura da história, e algumas das primeiras culturas agrárias, o neolítico pré-cerâmico, desenvolveram-se na região. Anteriormente considerado como uma região periférica no antigo Oriente Próximo, o meio acadêmico moderno considera o Levante como um centro de civilização autônomo, independente da Mesopotâmia e do Egito. Durante as idades do Bronze e do Ferro, o Levante foi o lar de muitos povos e reinos de língua semítica antiga [en], e é considerado por muitos como o berço das línguas semíticas.

## Idade da Pedra

### Paleolítico
Homo sapiens anatomicamente modernos foram encontrados na área do Monte Carmelo, em Canaã, durante o Paleolítico Médio, datado de c. 90 000 a.C. Esses migrantes da África parecem não ter sido bem-sucedidos e, por volta de 60 000 a.C., no Levante, grupos de Neandertal parecem ter se beneficiado da piora do clima e substituído o Homo sapiens, que possivelmente ficou confinado mais uma vez na África.
Um segundo movimento para fora da África é demonstrado pela cultura do Paleolítico Superior de Boker Tachtit, de 52 000 a 50 000 a.C., sendo que os humanos no nível Ksar Akil [en] XXV são humanos modernos. Essa cultura tem grande semelhança com a cultura Badoshan Aurignaciana do Irã e com a cultura egípcia Sebilian [en] I posterior, de aproximadamente 50 000 a.C. Stephen Oppenheimer sugere que isso reflete um movimento migratório de grupos humanos modernos (possivelmente caucasianos) de volta ao norte da África, nessa época.
Aparentemente, essa é a data em que as culturas do Paleolítico Superior do Homo sapiens começam a substituir a cultura neandertal Levalo-Mousteriana e, por volta de 40 000 a.C., a região foi ocupada pela cultura Levanto-Aurignaciana Ahmariana [en], que durou de 39 000 a 24 000 a.C. Essa cultura foi muito bem-sucedida, espalhando-se como a cultura Anteliana [en] (Aurignaciana tardia), até o sul da Anatólia, com a cultura Atlitana.

### Epipaleolítico
Após o Último Máximo Glacial, surgiu uma nova cultura epipaleolítica. O surgimento da cultura Kebaran [en], do tipo microlítica, implica uma ruptura significativa na continuidade cultural do Paleolítico Superior Levantino. A cultura Kebaran, com seu uso de micrólitos, está associada ao uso do arco e flecha e à domesticação do cão. Estendendo-se de 18 000 a 10 500 a.C., a cultura Kebaran mostra conexões claras com as culturas microlíticas anteriores que usavam arco e flecha e pedras de amolar para colher grãos silvestres, que se desenvolveram a partir da cultura Halfana do Egito, entre 24 000 e 17 000 a.C., que veio da tradição Ateriana do Saara, ainda mais antiga. Alguns linguistas consideram essa cultura como a primeira chegada das línguas nostráticas ao Oriente Médio.
A cultura Kebaran foi bastante bem-sucedida e precedeu a cultura Natufiana (12 500 - 9 500 a.C.), que se estendeu por toda a região do Levante. Esse povo foi pioneiro nos primeiros assentamentos sedentários e pode ter se sustentado da pesca e da colheita de grãos selvagens abundantes na região naquela época. Em julho de 2018, os vestígios mais antigos de pão foram descobertos por volta de 12 400 a.C. no sítio arqueológico de Shubayqa 1, que já foi o lar dos caçadores-coletores natufianos, cerca de 4 000 anos antes do aparecimento da agricultura.
A cultura Natufiana também demonstra a domesticação mais antiga do cão, e a ajuda desse animal na caça e na guarda de assentamentos humanos pode ter contribuído para a disseminação bem-sucedida dessa cultura. No norte da Síria, região oriental da Anatólia do Levante, a cultura Natufiana em Cayonu e  Mureybet desenvolveu a primeira cultura totalmente agrícola com a adição de grãos selvagens, sendo posteriormente complementada com ovelhas e cabras domesticadas, que provavelmente foram domesticadas primeiro pela cultura Zarziana [en] do norte do Iraque e do Irã (que, como a cultura Natufiana, também pode ter se desenvolvido a partir de Kebaran).

### Neolítico e Calcolítico inicial
Por volta de 8 500 - 7 500 a.C., a cultura do Neolítico Pré-cerâmico A ( PPNA) se desenvolveu a partir da tradição local anterior Natufiana, habitando casas redondas e construindo o primeiro local defensivo em  Tell es-Sultan (antiga Jericó) (protegendo uma valiosa fonte de água doce). Essa cultura foi substituída em 7 500 a.C. pelo Neolítico Pré-cerâmico B ( PPNB), que habitava casas quadradas, vindo do norte da Síria e da curva do Eufrates.
Durante o período de 8 500 a 7 500 a.C., outro grupo de caçadores-coletores, mostrando claras afinidades com as culturas do Egito (particularmente a técnica de retoque Outacha para trabalhar a pedra), estava no Sinai. Essa cultura harifiana pode ter adotado o uso de cerâmica da cultura Isnan e da cultura Heluã do Egito (que durou de 9 000 a 4 500 a.C.) e, posteriormente, fundiu-se com elementos da cultura PPNB durante a crise climática de 6 000 a.C. para formar o que Juris Zarins [en] chama de tecnocomplexo pastoral sírio-arábico, que viu a disseminação dos primeiros pastores nômades [en] no Antigo Oriente Próximo. Esses povos se estenderam para o sul ao longo da costa do Mar Vermelho e penetraram nas culturas bifaciais da Arábia, que se tornaram progressivamente mais neolíticas e pastoris, e se estenderam para o norte e para o leste, lançando as bases para os povos Martu e Acádio da Mesopotâmia, que viviam em tendas.
No Vale de Amuq [en], na Síria, a cultura PPNB parece ter persistido, exercendo influência sobre os desenvolvimentos culturais subsequentes na região, inclusive mais ao sul. Elementos nomádicos se fundiram com a PPNB para formar as culturas Minhata e Yarmukiana [en], que posteriormente se espalharam para o sul, marcando o advento da cultura mediterrânea clássica de agricultura mista. A partir de 5 600 a.C., essas culturas se uniram à cultura Ghassuliana da região, representando a cultura Calcolítica inicial do Levante. Essa era também viu o surgimento de estruturas megalíticas, uma tendência que persistiu até a Idade do Bronze.
Historicamente, os beduínos se dedicavam ao pastoreio nômade, à agricultura e, às vezes, à pesca na estepe síria desde 6 000 a.C. Por volta de 850 a.C., uma complexa rede de assentamentos e acampamentos estava estabelecida. As primeiras tribos árabes surgiram a partir dos beduínos.

## Idade do Cobre

### Civilização de Kish
A civilização de Kish ou tradição de Kish é uma hipótese criada por Ignace Gelb [en] e descartada por estudos mais recentes, que Gelb situou no que ele chamou de início da era semítica oriental na Mesopotâmia e no Levante, começando no início do 4º milênio a.C. O termo englobava os sítios de Ebla e Mari, no Levante, Nagar, no norte, e os sítios proto-acadianos de Abu Salabikh [en] e Kish, na Mesopotâmia central, que constituíam a região de Uri, como era conhecida pelos sumérios. Gelb propunha que a civilização de Kish terminou com a ascensão do império acádio no século XXIV a.C.

## Idade do Bronze

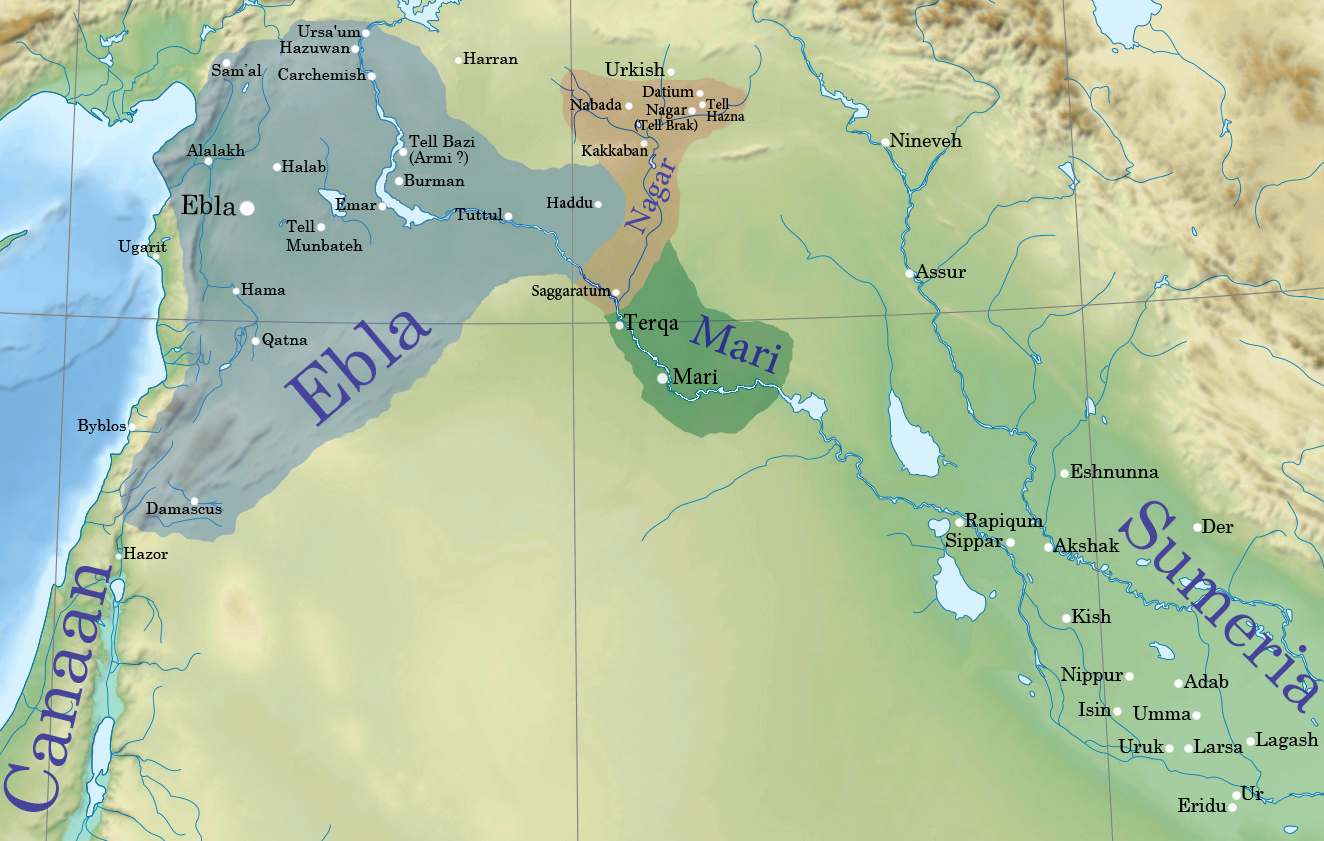
Primeiro reino de Ebla, c. 3 000-2 300 a.C.

### Idade do Bronze inicial e média
Alguns estudiosos recentes que lidam com a parte síria do Levante durante a Idade do Bronze usam uma subdivisão específica para a Síria: “Síria Inicial/Proto” para a Idade do Bronze Inicial (3 300-2 000 a.C.); “Síria Antiga” para a Idade do Bronze Média (2 000-1 550 a.C.); e “Síria Média” para a Idade do Bronze Tardia (1 550-1 200 a.C.). A "Neossíria” corresponde ao início da Idade do Ferro. O período da Síria Inicial foi dominado pelos reinos de língua semítica oriental de Ebla, Nagar e Mari. Em sua maior extensão, Ebla controlava uma área com cerca de metade do tamanho da Síria moderna, de Ursa'um, ao norte, até a área ao redor de Damasco, ao sul, e da Fenícia e das montanhas costeiras [en], a oeste, até Haddu [en], a leste, com mais de sessenta reinos vassalos e cidades-estados. Confederações tribais nômades, como Mardu, Dadanu e Ib'al [en], viviam nas estepes ao sul de Ebla.

Ebla e Mari foram incorporadas ao Império Acádio por Sargão de Acádia e seus sucessores, até que o império entrou em colapso devido a um grande evento climático por volta de 2 200 a.C. Esse evento provocou o influxo de amoritas nômades para a Suméria e também está relacionado a um influxo subsequente e à expansão de assentamentos em muitas regiões da Síria. Nos períodos posteriores da Terceira Dinastia de Ur, os amoritas imigrantes se tornaram uma força tão grande que o rei de Ur, Su-Sim, foi obrigado a construir uma muralha de 270 quilômetros apelidada de “Repelente dos Amoritas”, que se estendia entre o Tigre e o Eufrates, para detê-los. Os amoritas são retratados em registros contemporâneos como tribos nômades sob chefes, que forçaram a entrada em terras de que precisavam para pastar seus rebanhos. Parte da literatura acadiana [en] dessa época fala depreciativamente dos amoritas e dá a entender que o povo urbanizado da Mesopotâmia via seu modo de vida nômade e primitivo com repulsa e desprezo. No mito sumério “O Casamento de Martu”, escrito no início do segundo milênio a.C., uma deusa que estava pensando em se casar com o deus dos amoritas é advertida:
"Agora ouça, suas mãos são destrutivas e suas feições são as de macacos; (um amorita) é aquele que come o que (o deus-lua) Nanna proíbe e não demonstra reverência. Eles nunca param de perambular [...], são uma abominação para as moradas dos deuses. Suas ideias são confusas; eles causam apenas perturbação. (O amorita) veste-se de couro de saco [...], vive em uma tenda, exposto ao vento e à chuva, e não consegue recitar orações adequadamente. Ele vive nas montanhas e ignora os lugares dos deuses, desenterra trufas no sopé das montanhas, não sabe dobrar o joelho (em oração) e come carne crua. Ele não tem casa durante sua vida e, quando morrer, não será levado a um local de sepultamento. Minha querida, por que você se casaria com Martu?" (tradução livre)

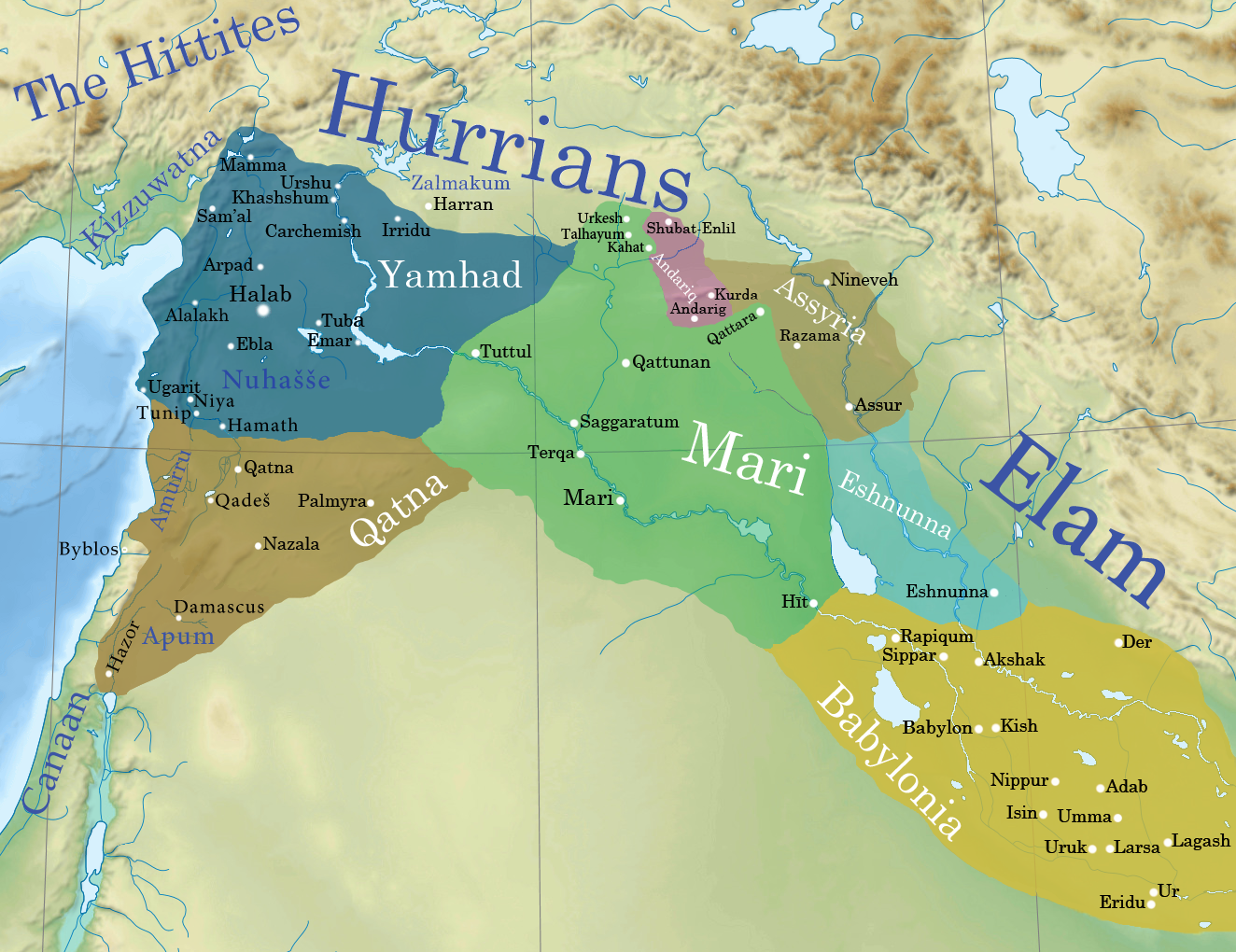
Três principais reinos sírios: Mari, Catna e Iamade por volta do século XVIII a.C.

Os amoritas passaram a dominar política e culturalmente grande parte do antigo Oriente Próximo durante séculos e fundaram vários reinos em toda a região, incluindo o Antigo Império Babilônico. Entre os amoritas famosos estavam o rei babilônico Hamurabi e o senhor da guerra Samsiadade I. Após o declínio da Terceira Dinastia de Ur, os governantes amoritas ganharam poder em várias cidades-estado da Mesopotâmia, começando no período Isim-Larsa e atingindo o auge no período da Antiga Babilônia.
No sul da Mesopotâmia, a Babilônia tornou-se a maior potência da região sob o comando do governante amorita Samulael e seu sucessor Hamurabi (c. 1 792-1 750 a.C.). No norte da Mesopotâmia, o senhor da guerra amorita Samsiadade I conquistou grande parte da Assíria e formou o grande, embora breve, Reino da Alta Mesopotâmia. No Levante, as dinastias amoritas governaram os vários reinos de Catna, Ebla e Iamade, que também tinham uma população hurrita significativa. Mari também foi governada pela dinastia amorita Lim, que pertencia aos amoritas pastoris conhecidos como haneanos, que se dividiram nas tribos Banu-Yamina (filhos da direita) e Banu-Simaal (filhos da esquerda). Outro povo semita durante esse período, os suteanos, habitavam Suhum [en] e estavam em conflito direto com Mari. Os suteanos eram nômades famosos na poesia épica por serem guerreiros nômades ferozes e, como os habiru, trabalhavam tradicionalmente como mercenários.
Elementos amoritas também foram encontrados no Egito com a Décima Quarta Dinastia do Egito do Delta do Nilo, cujos governantes tinham nomes nitidamente amoritas, como Yakbim [en]. Os hicsos, que invadiram o Egito e fundaram a Décima Quinta Dinastia, apresentavam um amálgama de elementos levantinos, incluindo amoritas.

### Domínio estrangeiro

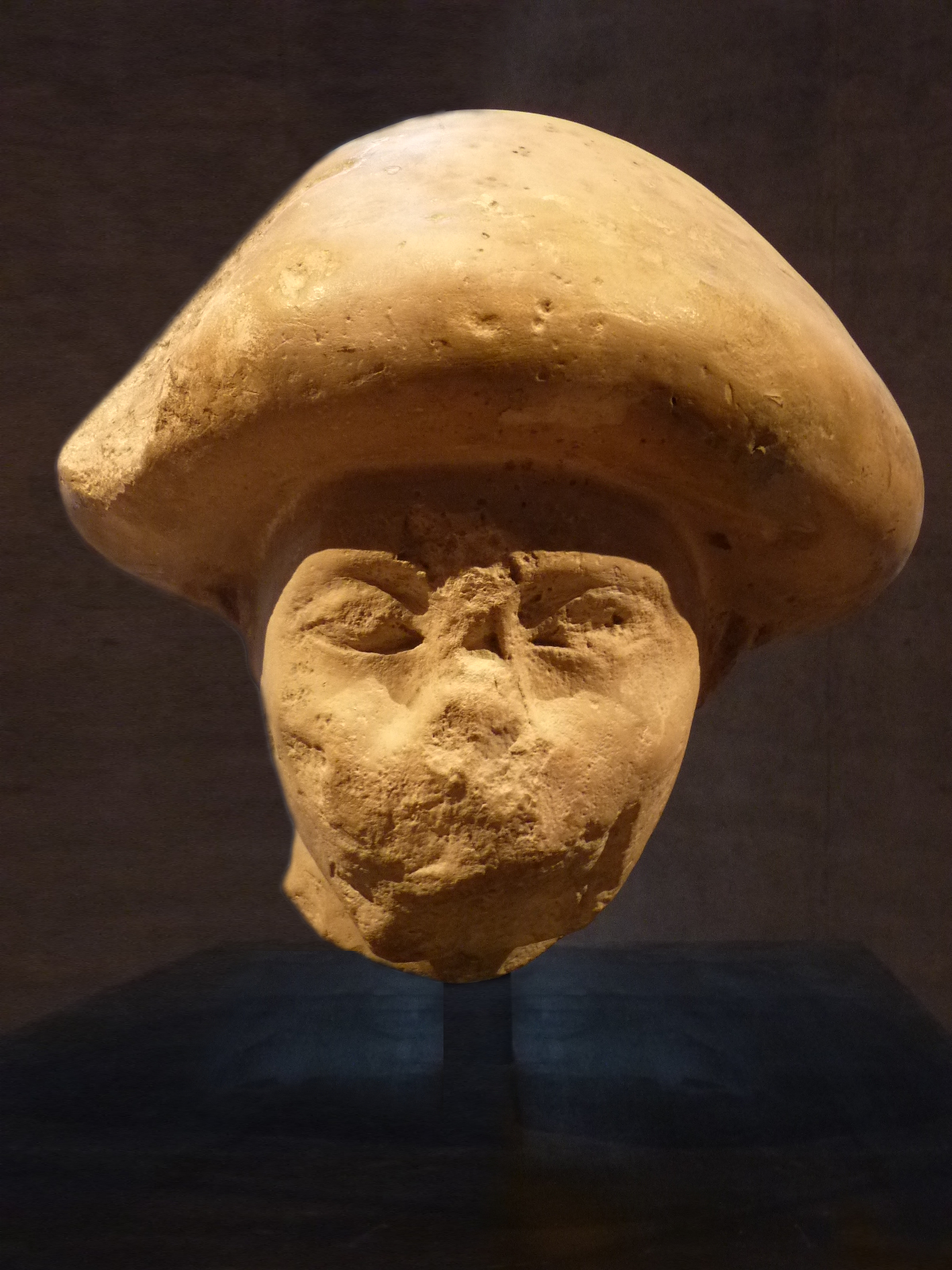
Um oficial asiático de Ávaris usando o penteado cabeça de cogumelo

Nos séculos XVI e XV a.C., a maioria dos principais centros urbanos do Levante havia sido invadida e entrou em declínio acentuado. Mari foi destruída e enfraquecida em uma série de guerras e conflitos com a Babilônia, enquanto Iamade e Ebla foram conquistadas e completamente destruídas pelo rei hitita Mursil I por volta de 1 600 a.C. No norte da Mesopotâmia, a era terminou com a derrota dos estados amoritas pelos reis assírios Puzur-Sin [en] e Adasi [en], entre 1 740 e 1 735 a.C., e com a ascensão da dinastia nativa do País do Mar mais ao sul. No Egito, Amósis I expulsou do poder os governantes hicsos do Levante, empurrando as fronteiras do Egito para Canaã. Os amoritas acabaram sendo absorvidos por outro povo de língua semítica ocidental, conhecido coletivamente como Ahlamu [en]. Os arameus se tornaram o grupo proeminente entre os Ahlamu e, a partir de aproximadamente 1 200 a.C., os amoritas desapareceram das páginas da história.
Entre 1 550 e 1 170 a.C., grande parte do Levante foi disputada entre o Egito e os hititas. O vácuo político abriu caminho para o surgimento de Mitani, um reino misto de língua semítica e hurrita, cujos nomes da família governante tinham influência das línguas indo-arianas. O domínio egípcio permaneceu forte sobre as cidades-estado cananeias na Palestina, enfrentando resistência principalmente de grupos nômades pastoris, como os Shasu. Os Shasu ficaram tão poderosos que conseguiram cortar as rotas do norte do Egito através da Palestina e da Transjordânia, o que levou a uma vigorosa campanha punitiva de Ramsés II e seu filho Merneptá. Depois que os egípcios abandonaram a região, as cidades-estado cananéias ficaram sob a mercê dos Shasu e dos Habiru, que eram vistos como “inimigos poderosos”. O controle egípcio sobre o sul do Levante foi completamente destruído após o colapso da Idade do Bronze.

### Colapso da Idade do Bronze
Durante o século XII a.C., entre 1 200 e 1 150, todos esses poderes entraram em colapso repentino. Os sistemas estatais centralizados entraram em colapso e a região foi atingida pela fome. O caos se instalou em toda a região, e muitos centros urbanos foram incendiados por nativos atingidos pela fome e por uma série de invasores conhecidos como Povos do Mar, que acabaram se estabelecendo no Levante. As origens dos Povos do Mar são ambíguas e muitas teorias propõem que eles sejam troianos, sardos, aqueus, sicilianos ou lícios.
Os centros urbanos que sobreviveram às expansões hititas e egípcias em 1 600 a.C., incluindo Alalaque, Ugarite, Megido e Cades, foram arrasados e nunca mais foram reconstruídos. O império hitita foi destruído, e sua capital, Taruntassa, foi arrasada. O Egito repeliu seus atacantes com grande esforço e, no século seguinte, reduziu-se ao seu núcleo territorial, com sua autoridade central permanentemente enfraquecida.

## Idade do Ferro
Apesar do início tumultuado da Idade do Ferro, o período foi marcado pela disseminação de várias inovações tecnológicas, principalmente o trabalho com ferro e o alfabeto fenício, desenvolvido pelos fenícios por volta do século XI a.C. a partir da escrita cananeia antiga, possivelmente um híbrido de hieróglifos, cuneiforme e o misterioso silabário de Byblos [en]. A destruição maciça no final da Idade do Bronze derrubou a maioria das principais cidades e estados do período. No início da Idade do Ferro, na Síria e na Mesopotâmia, houve uma dispersão dos assentamentos e da ruralização, com o surgimento de grande número de aldeias, vilarejos e fazendas.

Estados arameus no leste da Síria e na Mesopotâmia

### Norte
Após o colapso, grande parte da Síria foi dominada por tribos e estados arameus, que rapidamente se expandiram e se estabeleceram em toda a Síria, talvez incorporando remanescentes dos antigos amoritas e da Mesopotâmia. A expansão pastoril dos arameus nas regiões assírias rapidamente os colocou em conflito com os assírios, cujo domínio na Alta Mesopotâmia, consequentemente, chegou ao fim (ca. 1 114 - 1 056 a.C.). A infiltração arameia também se estendeu ao sul da Mesopotâmia, onde sua presença foi sentida pelas cidades da Babilônia central já no século X. Alguns dos principais reinos arameus incluíam Arã-Damasco, Hamat, Bet-Adini [en], Samal, Bet-Bagyan [en], Arã-Zobá, Bet-Zamani [en] e Bet-Halupe [en]. No norte da Síria, a dispersão dos hititas e a expansão dos arameus deram origem a um conglomerado de reinos semíticos ocidentais e de língua anatólia conhecidos como estados sírio-hititas.
Os caldeus, outro grupo de língua semítica ocidental do Levante, infiltraram-se na Babilônia depois dos arameus (cerca de 940-860 a.C.), onde se envolveram ativamente na rebelião contra os assírios. Os textos assírios do século IX a.C. mencionam ainda os árabes (Aribi), que habitavam faixas de terra no Levante e na região da fronteira com a Babilônia de forma semelhante aos arameus, com sua presença aparentemente misturada. Em Laqe, perto de Terqa [en], uma mistura de grupos árabes e arameus colonizou o vale inferior do rio Cabur no século XII a.C., formando uma confederação comparável a outras ligas tribais da época.
Ao longo da costa do norte de Canaã, as cidades-estado fenícias conseguiram escapar da destruição que se seguiu ao colapso da Idade do Bronze tardia e se transformaram em potências marítimas comerciais com colônias estabelecidas em todo o Mar Mediterrâneo. Essas colônias se estendiam pela Sardenha, norte da África, Chipre, Sicília, Malta e Ibéria. Uma colônia proeminente, Cartago (do púnico qrt-ḥdšt, que significa “Nova Cidade”), acabaria se tornando uma cidade-estado independente que disputou com a República Romana o controle do Mediterrâneo. Os fenícios transmitiram seu sistema alfabético pelas redes marítimas, que acabou sendo adotado e se desenvolveu no alfabeto grego e no alfabeto latino.

Reinos do sul do Levante no século IX a.C.

### Sul
Durante a Idade do Ferro, vários grupos habitaram o sul do Levante, com os filisteus e os hebreus/israelitas emergindo como os mais renomados entre eles. Grupos nômades pastorais [en] dispersos começaram a se estabelecer no século XI. Os israelitas estabeleceram gradualmente muitas comunidades pequenas que pontilhavam as terras altas centrais, enquanto os filisteus, um grupo de imigrantes do Egeu, chegaram à costa sul de Canaã por volta de 1 175 a.C. e se estabeleceram lá.
Durante o século VII a.C., nada menos que oito nações se estabeleceram no sul do Levante. Entre elas estavam os arameus do reino de Gesur; os samaritanos que substituíram o reino israelita em Samaria; os fenícios nas cidades do norte e em partes da Galileia; os filisteus na pentápolis filisteia; os três reinos da Transjordânia - Amon, Moabe e Edom; e os judeus do Reino de Judá.

### Domínio estrangeiro

#### Sob os assírios
Na Idade do Ferro, o Levante se caracterizava por manchas de reinos dispersos e confederações tribais que se originavam do mesmo meio cultural e linguístico. Ocasionalmente, esses povos se uniam contra a expansão das regiões vizinhas, notadamente na Batalha de Carcar (853 a.C.), quando uma aliança de arameus, fenícios, israelitas, amonitas e árabes se uniu contra os assírios sob o comando de Salmaneser III (859-824 a.C.). A aliança, liderada por Benadade II de Arã-Damasco, conseguiu deter o exército assírio, que contava com 120 000 soldados ativos na Síria.

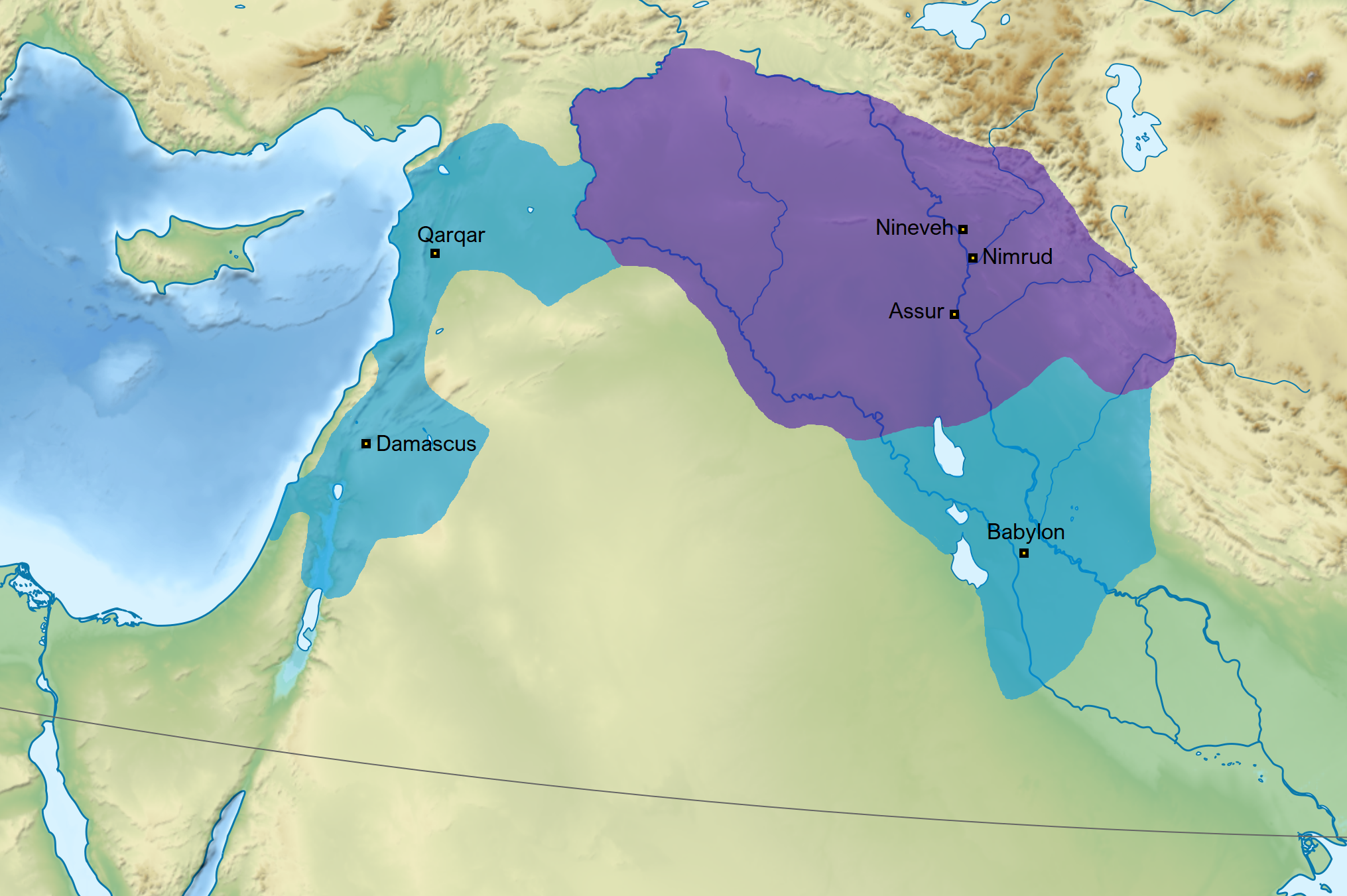
Mapa do Império Neo-Assírio antes (roxo) e depois (roxo e azul) do reinado de Tiglate-Pileser III (745-727 a.C.)

Por volta de 843 a.C., a situação política no centro e no sul da Síria mudou radicalmente, depois que Hazael sucedeu Benadade II como rei de Arã-Damasco. A aliança antiassíria se dissolveu, e os antigos aliados de Arã-Damasco se tornaram inimigos. Em 842, Hazael invadiu a parte norte do Reino de Israel e, segundo consta, penetrou nos planos costeiros até Asdode, tomando Gileade e o leste da Jordânia ao longo do caminho. Hazael sobreviveu às tentativas assírias de subjugar Arã-Damasco e também expandiu sua influência no norte da Síria, onde teria cruzado o rio Orontes e tomado territórios até Alepo. Essas incursões ao norte permitiram que Hazael controlasse grande parte da Síria e da Palestina, do Egito até o Eufrates. O poder de Hazael excedia em muito o dos antigos reis arameus, e alguns estudiosos consideram que seu estado era um império nascente.
Os assírios conseguiram subjugar os estados do Levante após várias campanhas concluídas por Tiglath-Pileser III (745-727 a.C.). A consolidação do domínio assírio foi seguida por inúmeras revoltas em todo o Levante, incluindo a divisão em eixos pró e anti assírios e o conflito intra-levantino na Guerra Siro-Efraimita. O eixo antiassírio incluía Damasco-Tiro-Samaria - os árabes; e um eixo pró-assírio, que incluía Arruade, Ascalão e Gaza, juntamente com Judá, Amom, Moabe e Edom. As forças antiassírias acabaram sendo esmagadas em 732 a.C. Arã-Damasco foi anexada e sua população foi deportada; Hamate foi arrasada e os arameus foram proibidos de reconstruí-la; o Reino de Israel, com sede em Samaria, foi destruído e, de acordo com relatos bíblicos, a população da cidade foi deportada para o cativeiro assírio.
A resistência feroz e a capacidade de luta dos arameus convenceram os reis assírios a incorporá-los ao exército, especificamente as tribos de Gurru e Itu'u. Na época de Salmaneser V (727-722 a.C.), essas tribos eram parte essencial do império e receberam a tarefa de proteger seus arredores. A identidade arameia dessas tribos provavelmente contribuiu para a consolidação da posição de prestígio do aramaico como a língua franca do império.

#### Sob os neobabilônios
Após a Batalha de Carquemis, que efetivamente aniquilou a resistência assíria e a intervenção egípcia, Nabucodonosor II sitiou Jerusalém e destruiu o Templo (597 a.C.), iniciando o período do cativeiro babilônico, que durou cerca de meio século. Nabucodonosor também sitiou [en] a cidade fenícia de Tiro por 13 anos (586-573 a.C.).
O equilíbrio de poder subsequente, no entanto, teve vida curta. Na década de 550 a.C., os aquemênidas se revoltaram contra os medos e assumiram o controle de seu império e, nas décadas seguintes, anexaram os reinos da Lídia, Damasco, Babilônia e Egito ao seu império, consolidando o controle até a Índia. Esse vasto reino foi dividido em várias satrapias e governado mais ou menos seguindo o modelo assírio, mas com uma mão muito mais leve. A Babilônia tornou-se uma das quatro capitais do império, e a língua franca era o aramaico. Por volta dessa época, o zoroastrismo tornou-se a religião predominante na Pérsia.

## Era Clássica

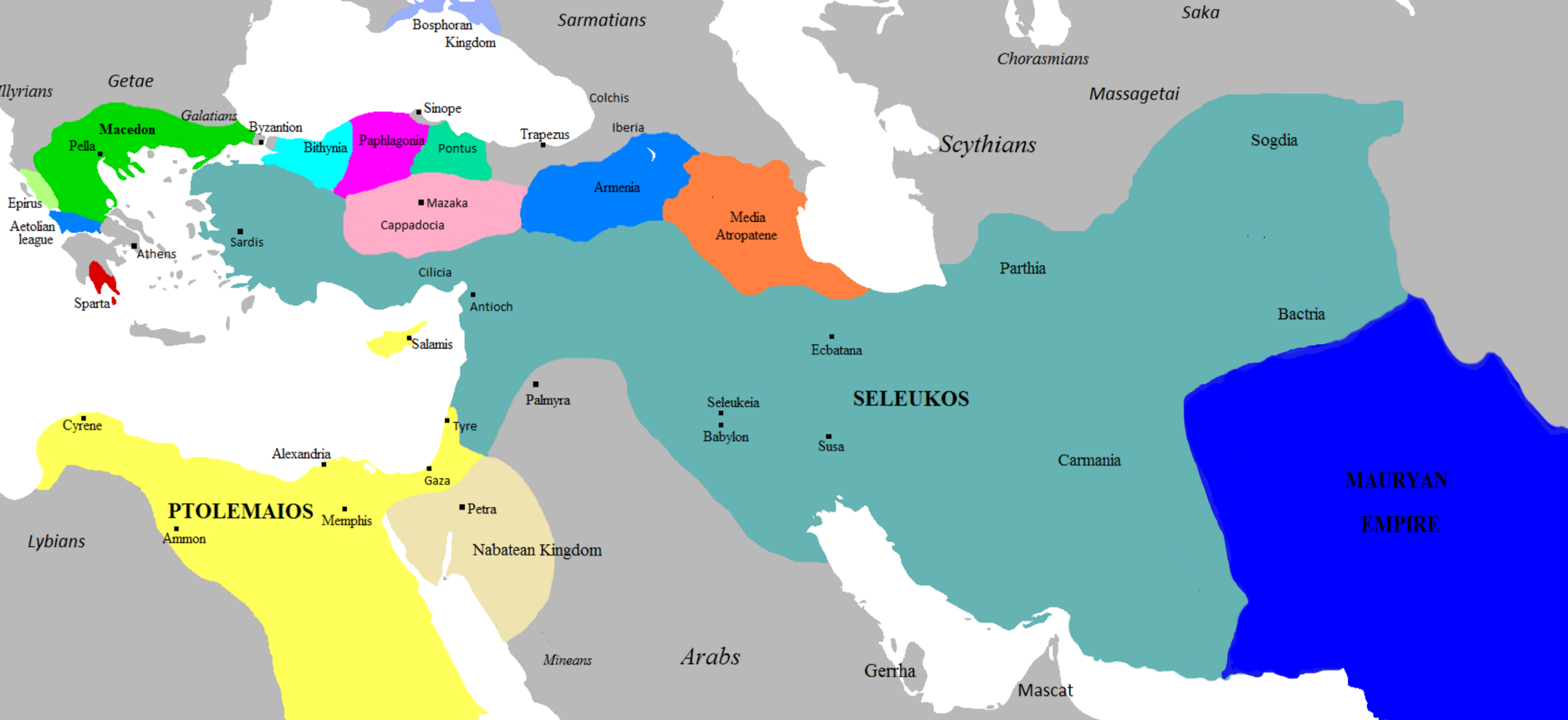
Império Selêucida com sua capital em Antioquia

### Domínio helênico
O Império Aquemênida assumiu o controle do Levante após 539 a.C., mas no século IV os aquemênidas entraram em declínio. Os fenícios frequentemente se rebelavam contra os persas, que os taxavam pesadamente, em contraste com os judeus, que receberam o retorno do exílio por Ciro, o Grande. As campanhas de Xenofonte em 401-399 a.C. mostraram como a Pérsia havia se tornado muito vulnerável aos exércitos organizados segundo os moldes gregos. Por fim, um exército deste tipo, sob o comando de Alexandre, o Grande, conquistou o Levante em 333-332 a.C. No entanto, Alexandre não viveu o suficiente para consolidar seu reino e, logo após sua morte, em 323 a.C., a grande parte do leste acabou passando para os descendentes de Seleuco I Nicator. Seleuco construiu sua capital, Selêucia, em 305, mas a capital foi posteriormente transferida para Antioquia em 240 a.C.
Alexandre e seus sucessores  selêucidas fundaram muitas poleis na Síria, que foram então povoadas por tropas estabelecidas e moradores locais. Os selêucidas também patrocinaram a colonização grega proveniente de Macedônia, Atenas, Eubeia, Tessália, Creta e Etólia em assentamentos militares no norte da Síria e na Anatólia. Foi entre essas comunidades que o grego koiné se formou e se tornou o dialeto grego padrão em todo o mundo helenístico e, mais tarde, no Império Bizantino. O uso do grego koiné foi predominantemente reservado à administração e ao comércio, enquanto o aramaico permaneceu como língua franca na maioria das áreas rurais, e os centros urbanos helenísticos eram, em sua maioria, bilíngues. Durante esse período, a cultura helenística se desenvolveu como uma fusão da cultura grega antiga e das culturas locais da Síria, da Babilônia e do Egito. Os reis selêucidas também adotaram o título de “Basileus (Rei) da Síria”. Os assentamentos helenísticos estabelecidos por Alexandre e seus sucessores selêucidas no Levante incluem:
- Antioquia (a capital do império selêucida)
- Apameia
- Decápole (uma liga de dez cidades helenísticas)
- Laodicéia
- Selêucia Piéria
- Larissa na Síria
- Cirro
- Cálcis

Os colonos gregos eram usados para formar a falange selêucida e as unidades de cavalaria, e homens escolhidos eram colocados nos regimentos de guardas do reino. Embora os selêucidas ficassem felizes em recrutar grupos menores e partes periféricas do Império, como árabes e judeus na Síria, iranianos da Ásia Central e povos da Ásia Menor, eles geralmente evitavam recrutar sírios e babilônios arameus nativos. Presume-se que isso se devia ao desejo de não treinar e armar as pessoas que eram a maioria esmagadora nos centros comerciais e governamentais do Império em Antioquia e na Babilônia, o que teria prejudicado a própria existência do império em caso de revolta. Entretanto, a política de recrutamento se tornaria menos rigorosa na época da guerra romano-selêucida.

Domínios selêucidas em 87 a.C.

### Ressurgimento de reinos locais
Os selêucidas perderam gradualmente seus domínios em Báctria para o Reino Greco-Báctrio, e no Irã e na Mesopotâmia para o crescente Império Parta. Com o passar do tempo, isso limitou os domínios selêucidas ao Levante, e o declínio do poder levaria à formação de vários estados separatistas na região.
No norte, o sátrapa greco-iraniano Ptolomeu havia se declarado rei de Comagena em 163 a.C., enquanto os árabes abgaridas [en] governavam Osroena de forma independente desde 132 a.C. A Revolta dos Macabeus na Palestina inaugurou o reino dos Asmoneus em 140 a.C. Os nabateus, mais ao sul, mantiveram seu reino desde o século III a.C. Isso fez com que os selêucidas se tornassem um estado fraco e vulnerável, limitado a partes da Síria e do Líbano.

## Período romano
Os romanos se estabeleceram na região em 64 a.C. após derrotarem permanentemente os selêucidas e Tigranes. Pompeu depôs o último rei selêucida, Filipe II Filoromeu [en], e incorporou a Síria aos domínios romanos. Entretanto, os romanos só incorporaram gradualmente os reinos locais como províncias, o que dava a eles considerável autonomia nos assuntos locais. O Reino Herodiano da Judeia substituiu os Asmoneus em 37 a.C. até sua total incorporação à província da Judéia em 44 d.C., após Herodes Agripa II. Comagena e Osroena foram incorporadas em 72 e 214 d.C., respectivamente, enquanto Nabatea foi incorporada como Arabia Petraea em 106 d.C.
Entre os séculos I e III, a população do Levante atingiu um número estimado de 3,5 a 6 milhões, níveis populacionais que só mais tarde foram igualados pelos do século XIX. Os centros urbanos atingiram o pico, assim como a densidade populacional nos assentamentos rurais. Antioquia e Palmira atingiram um pico de 200 000 a 250 000 habitantes, enquanto Apameia contava com 117 000 “cidadãos livres” por volta de 6 d.C. Combinada com as dependências e aldeias, a população de Apameia pode ter chegado, de fato, a 500 000 habitantes. A cordilheira costeira da Síria [en], uma região montanhosa marginal, era menos densamente povoada e tinha uma população de cerca de 40 a 50 000 habitantes. As províncias da Palestina e da Transjordânia somavam cerca de 800 000 a 1 200 000 habitantes. Entre os séculos I e II, houve o surgimento de uma infinidade de religiões e escolas filosóficas. O neoplatonismo surgiu com Jâmblico e Porfírio, o neopitagorismo com Apolônio de Tiana e Numênio de Apameia e o judaísmo helênico com Fílon de Alexandria. O cristianismo surgiu inicialmente como uma seita do judaísmo e, finalmente, como uma religião independente em meados do século II. Também o gnosticismo se impôs de forma significativa na região.
As regiões da Palestina e da Judeia passaram por períodos abruptos de conflito entre romanos e judeus. A Primeira Guerra Judaico-Romana (66-73) eclodiu em 66, resultando na destruição de Jerusalém e do Segundo Templo em 70. Em 66 d.C., Céstio Galo enviou o exército sírio, baseado na Legio X Fretensis e na Legio XII Fulminata, reforçado por vexillationes da IV Scythica e da VI Ferrata, para restaurar a ordem na Judéia e sufocar a revolta, mas sofreu uma derrota na Batalha de Bet Horon [en]. Entretanto, a XII Fulminata lutou bem na última parte da guerra e apoiou seu comandante Vespasiano em sua bem-sucedida candidatura ao trono imperial. Duas gerações mais tarde, a revolta de Barcoquebas (132-136) eclodiu mais uma vez, após a qual a província Síria Palaestina foi criada em 132.

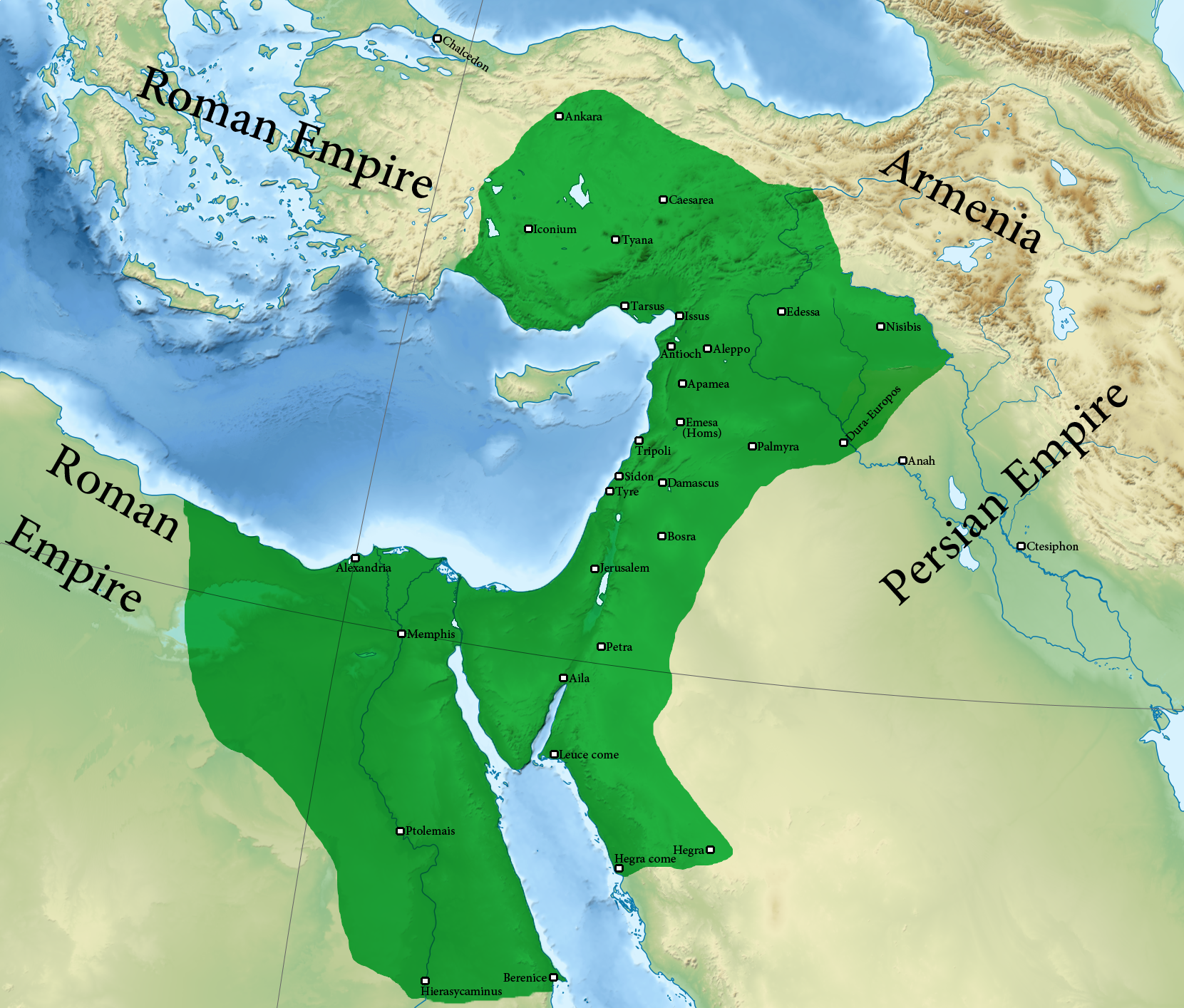
Império de Palmira em 271

Durante a crise do terceiro século, os sassânidas, sob o comando de Sapor I, invadiram o Levante e capturaram o imperador romano Valeriano na Batalha de Edessa. Um sírio notável de Palmira, Odenato, reuniu o exército palmireno e os camponeses sírios e marchou para o norte para enfrentar Sapor I. O monarca palmireno atacou o exército persa em retirada entre Samósata e Zêugma, a oeste do Eufrates, no final do verão de 260, derrotando-o e expulsando-o. Após eliminar os usurpadores romanos na Síria - Balista e Quieto - em 261, Odenato penetrou na província sassânida do Assuristão no final de 262 e sitiou a capital sassânida, Ctesifonte, em 263. No entanto, problemas logísticos fizeram com que o cerco não pudesse continuar por muito tempo e, logo depois, Odenato rompeu o cerco e trouxe vários prisioneiros e saques para Roma. Após seu retorno, Odenato assumiu o título de Rei dos Reis do Oriente (Mlk Mlk dy Mdnh / Rex Regum). Odenato foi sucedido por seu filho Vabalato sob a regência de sua mãe, a rainha Zenóbia. Em 270, Zenóbia se separou da autoridade romana e declarou o Império de Palmira, conquistando rapidamente grande parte da Síria, do Egito, da Arábia Petreia e grande parte da Ásia Menor, chegando até a atual Ancara. Entretanto, em 273, Zenóbia foi decisivamente derrotada por Aureliano e seus aliados árabes tanuquitas na Síria.
Após a divisão permanente do Império Romano em 391, as províncias do Levante passaram a fazer parte do Império Bizantino. No sul do Levante, uma federação recém-estabelecida estava se cristalizando, os árabes gassânidas. Os gassânidas tornaram-se um estado cliente dos bizantinos e serviram como baluarte contra as incursões sassânidas e os ataques dos nômades. Com a consolidação do cristianismo, os judeus se tornaram uma minoria no sul do Levante, permanecendo como maioria apenas no sul da Judeia, na Galileia e em Golã. As revoltas judaicas também se tornaram muito mais raras, principalmente com a revolta judaica contra Constâncio Galo (351-352) e a revolta judaica contra Heráclio (617). Dessa vez, os samaritanos, cuja população aumentou para mais de um milhão, insurgiram-se com as revoltas samaritanas (484-572) contra os bizantinos, que mataram cerca de 200 000 samaritanos, após a revolta civil de Baba Rabba [en] e sua posterior execução em 328/362.
A devastadora Guerra Bizantina-Sassânida de 602 a 628 terminou com a reconquista bizantina da terra, mas deixou o império bastante exaurido, o que gerou uma grande carga tributária para os habitantes. O Levante tornou-se a linha de frente entre os bizantinos e os sassânidas persas, que devastaram a região. A guerra provocou o deslocamento de muitos habitantes da Síria e da Palestina para o Egito, e de lá para Cartago e Sicília, embora as evidências arqueológicas sugiram uma continuidade suave e pouco deslocamento da população em geral.

## Conquista e período muçulmano
O controle romano oriental sobre o Levante durou até 636, quando os exércitos árabes o conquistaram, após o que ele se tornou parte do Califado Rashida e ficou conhecido como Bilād ash-Shām.
Sob os omíadas, a capital foi transferida para Damasco. No entanto, o Levante não foi palco de assentamentos árabes em larga escala, ao contrário do Iraque, onde estava o foco da migração tribal árabe. Evidências arqueológicas e históricas sugerem fortemente que houve uma continuidade suave da população e nenhum abandono em grande escala dos principais locais e regiões do Levante após a conquista muçulmana. Além disso, em contraste com o Irã, o Iraque e o norte da África, onde os soldados muçulmanos estabeleceram cidades de guarnição separadas (amsar [en]), as tropas muçulmanas no Levante se estabeleceram ao lado dos habitantes locais em cidades pré-existentes, como Damasco, Homs, Jerusalém e Tiberíades. Os omíadas também contavam com as tribos árabes sírias nativas para suas forças militares, que supervisionavam uma política de recrutamento que resultou em um número considerável de homens de tribos e camponeses fronteiriços preenchendo as fileiras das forças regulares e auxiliares. Essas eram tribos árabes que habitavam o Levante antes do Islã e incluíam tribos como Lakhm, Judham [en], Ghassan, Amilah [en], Balqayn [en], Salih e Tanukh. Quando os abássidas transferiram a capital para Bagdá, em 750, isso expôs os árabes muçulmanos ao desafio da identidade forte e bem articulada do Irã, enquanto em Damasco eles tinham apenas que enfrentar as inúmeras identidades paroquiais e fragmentadas do Levante.
O foco abássida no Iraque e no Irã negligenciou o Levante, que, por sua vez, passou por um período de frequentes insurreições e revoltas. A Síria tornou-se um terreno fértil para os sentimentos antiabássidas, em várias formas contrastantes pró-omíada e pró-xiita. Em 841, al-Mubarqa [en] (“O Velado”) liderou uma rebelião contra os abássidas na Palestina, declarando-se o Sufyani [en] omíada. Em 912, uma revolta contra os abássidas surgiu na região de Damasco, dessa vez por um descendente alida do décimo imã xiita Ali al-Hadi. A crescente dawah isma'ili mudou-se para a cidade de Salamia como sua sede em 765, levando missionários para o Iraque, Cuzistão, Iêmen, Egito e Magrebe. De Salamia, o imã ismaelita Abd Allah al-Mahdi Billah mudou-se para Sijilmassa, no Marrocos, em 904, onde seus missionários atuaram ativamente no proselitismo das tribos berberes, acabando por estabelecer o califado fatímida em 909.